# Diocesi di Kroonstad
La diocesi di Kroonstad (in latino Dioecesis Kroonstadensis) è una sede della Chiesa cattolica in Sudafrica suffraganea dell'arcidiocesi di Bloemfontein. Nel 2021 contava 48.000 battezzati su 940.004 abitanti. La sede è vacante.
Il patrono della diocesi è san Patrizio.

## Territorio
La diocesi comprende le seguenti unità amministrative del Sudafrica: Kroonstad, Virginia, Theunissen, Welkom, Odendaalsrus, Bothaville, Viljoenskroon, Parys-Vredefort, Sasolburg, Heilbron, Hennenman, Ventersburg e parte di Winburg, Marquard e Hoopstad, Wesselsbron.
Sede vescovile è la città di Kroonstad, dove si trova la cattedrale di San Patrizio.
Il territorio si estende su 30.288 km² ed è suddiviso in 35 parrocchie.

## Storia
La prefettura apostolica di Kroonstad fu eretta il 26 novembre 1923 con il breve Quae catholico di papa Pio XI, ricavandone il territorio dal vicariato apostolico di Kimberley nell'Africa meridionale (oggi diocesi di Kimberley). La prefettura fu affidata ai missionari della provincia tedesca della Congregazione dello Spirito Santo.
L'8 aprile 1935 la prefettura apostolica fu elevata a vicariato apostolico con la bolla Quaeque Praefectura dello stesso papa Pio XI.
Il 12 febbraio 1948 cedette una porzione del suo territorio a vantaggio dell'erezione del vicariato apostolico di Bethlehem. In questo stesso anno il vicariato apostolico fu affidato alla provincia olandese dell'Ordine dei frati predicatori.
L'11 gennaio 1951 il vicariato apostolico è stato elevato a diocesi con la bolla Suprema Nobis di papa Pio XII.

## Cronotassi dei vescovi
Si omettono i periodi di sede vacante non superiori ai 2 anni o non storicamente accertati.
- Wilhelm Herting, C.S.Sp. † (1923 - 1924 deceduto)
- Léon Klerlein, C.S.Sp. † (24 marzo 1924 - 12 febbraio 1948 nominato vicario apostolico di Bethlehem)
  - Sede vacante (1948-1950)
- Gerard Marie Franciskus van Velson, O.P. † (31 maggio 1950 - 15 novembre 1975 dimesso)
- Johannes Ludgerus Bonaventure Brenninkmeijer, O.P. † (15 aprile 1977 - 2 luglio 2003 deceduto)
  - Sede vacante (2003-2006)
- Stephen Brislin (17 ottobre 2006 - 18 dicembre 2009 nominato arcivescovo di Città del Capo)
- Peter Holiday (1º aprile 2011 - 12 dicembre 2022 dimesso)
  - Sede vacante (dal 2022)

## Statistiche
La diocesi nel 2021 su una popolazione di 940.004 persone contava 48.000 battezzati, corrispondenti al 5,1% del totale.
| anno | popolazione | popolazione | popolazione | presbiteri | presbiteri | presbiteri | presbiteri                | diaconi | religiosi | religiosi | parrocchie |
| anno | battezzati  | totale      | %           | numero     | secolari   | regolari   | battezzati per presbitero | diaconi | uomini    | donne     | parrocchie |
| ---- | ----------- | ----------- | ----------- | ---------- | ---------- | ---------- | ------------------------- | ------- | --------- | --------- | ---------- |
| 1950 | 10.243      | 190.174     | 5,4         | 22         |            | 22         | 465                       |         |           | 50        | 1          |
| 1970 | 47.500      | 400.000     | 11,9        | 21         | 1          | 20         | 2.261                     |         | 29        | 80        | 12         |
| 1980 | 73.566      | 600.000     | 12,3        | 13         | 1          | 12         | 5.658                     | 13      | 20        | 35        | 22         |
| 1990 | 102.000     | 879.000     | 11,6        | 13         | 2          | 11         | 7.846                     | 13      | 13        | 25        |            |
| 1999 | 81.180      | 950.000     | 8,5         | 22         | 8          | 14         | 3.690                     | 12      | 14        | 17        |            |
| 2000 | 107.755     | 1.044.118   | 10,3        | 19         | 4          | 15         | 5.671                     | 14      | 15        | 16        |            |
| 2001 | 107.755     | 937.520     | 11,5        | 20         | 6          | 14         | 5.387                     | 13      | 14        | 17        |            |
| 2002 | 107.755     | 937.520     | 11,5        | 18         | 6          | 12         | 5.986                     | 12      | 12        | 19        |            |
| 2003 | 107.755     | 939.153     | 11,5        | 19         | 5          | 14         | 5.671                     | 12      | 14        | 18        |            |
| 2004 | 86.512      | 940.153     | 9,2         | 16         | 3          | 13         | 5.407                     | 11      | 13        | 13        |            |
| 2013 | 97.800      | 1.020.000   | 9,6         | 17         | 5          | 12         | 5.752                     | 6       | 12        | 10        |            |
| 2016 | 102.027     | 1.065.118   | 9,6         | 18         | 7          | 11         | 5.668                     | 2       | 11        | 10        |            |
| 2019 | 106.460     | 1.111.470   | 9,6         | 21         | 11         | 10         | 5.069                     | 1       | 10        | 7         |            |
| 2021 | 48.000      | 940.004     | 5,1         | 25         | 15         | 10         | 1.920                     | 6       | 10        | 6         |            |